# كليكان (هرازبي الجنوبي)
کلیکان (بالفارسية: کلیکان) هي قرية تقع في إيران في قسم هرازبي الجنوبی الريفي. يقدر عدد سكانها بـ 515 نسمة بحسب إحصاء 2016.